# ロマーン・ヤーコブソン
ロマーン・オシポヴィチ・ヤーコブソン（Roman Osipovich Jakobson 英語: [ˈroʊmən ˈjɑːkəbsən], ロシア語: Рома́н О́сипович Якобсо́н、1896年10月11日 - 1982年7月18日）は、ロシア人の言語学者。ハーバード大学、マサチューセッツ工科大学など多数の大学で名誉教授を務めた。
言語学、詩学および芸術などの分野における構造分析の開拓、発展に多大なる寄与をなした。研究の対象領域は、音声学、音韻論をはじめとする一般言語学の諸分野、スラヴ言語学、スラヴ文化史、スラヴ文学史、スラヴ民俗学、詩学、比較韻律学、比較印欧神話学、児童言語学、言語病理学、言語心理学、情報理論、記号論などと広大である。

## 経歴
モスクワの裕福な家庭に生まれた。ごく幼い頃から、諺の分析をはじめとして、言語に対する関心を育んだ。学生の頃、彼はモスクワ言語学サークルで頭角を現し、モスクワのアバンギャルド芸術および詩の活発な世界に参加した。
当時の言語学の主流は青年文法学派で、言語に関する唯一の科学的な研究は、通時的に言語の歴史および変遷を研究することであると主張されていた。一方、ヤーコブソンは、フェルディナン・ド・ソシュール（構造主義の礎を築いたとされる人物）の業績に接触しており、言語の構造と、その基本的機能に焦点を当てた手法の開拓に力を注いだ。
1920年はロシアの大政変の一年であった。ヤーコブソンは自身の博士号のための研究を継続するためにプラハへ移動した。そこで、言語学史では「プラハ学派」と呼ばれる、学派の創立者の一人、ニコライ・トルベツコイと一緒だった（他に、ヴィレーム・マテジウス、セルゲイ・カルツェフスキーなど）。そこでの、 音声学・音韻論における彼の多数の業績は、言語の構造と機能に対する彼の関心を発展させ続けるのを助けた。
1939年、ヤーコブソンは第二次世界大戦の開戦に際し、スカンディナヴィアに向けてプラハを去った。戦局が西方へ展開されるとともに、1941年、ナチスの弾圧を逃れて彼はニューヨークへ渡った。そこには、知識人移民の大きなコミュニティ、高等研究自由学院があった。そこにはフランスの大学から逃れて来た人々もいた。彼は文化人類学者のクロード・レヴィ＝ストロースと出会い、互いに教えあうこともあった。そのような交流は、後に構造主義が思想界に新たな潮流を生む契機にもなった。
高等研究自由学院でヤーコブソンが出会ったアメリカの言語学者や人類学者は、フランツ・ボアズ、ベンジャミン・ウォーフ、レナード・ブルームフィールドなどである。
1949年に、ヤーコブソンはハーバード大学に移った。
1960年代の初めに、ヤーコブソンはより包括的な言語への視点を強調するようになり、コミュニケーション科学についても関心を向け始めた。

### 学歴
- 1914年　ラザーレフ東洋語研究所（英語版）　学士相当学位授与
- 1918年　モスクワ大学　修士相当学位授与
- 1930年　プラハ大学　博士号授与

### 職歴・役職
- 1915年 - 1920年　モスクワ言語学サークル・会長
- 1920年　モスクワ高等演劇学校　正音学教授
- 1926年 - 1939年　プラハ言語学サークル　副会長
- 1933年　マサリク大学（チェコスロヴァキア・ブルノ市）　助教授（ロシア文献学）
- 1934年　同大学　客員教授
- 1937年　同大学　副教授（ロシア文献学・古代チェク文学）
- 1942年 - 1946年　高等研究自由学院 (Ecole Libre des Hautes Etudes)　教授（言語学）
- 1943年 - 1946年　コロンビア大学　客員教授（言語学）
- 1946年 - 1949年　同大学　教授（チェコスロヴァキア学）
- 1949年 - 1969年　ハーバード大学　教授（スラブ語・スラブ文学・一般言語学）
- 1957年 - 1969年　マサチューセッツ工科大学　教授

その他多数。

## 研究
ヤーコブソン言語学の3つの主なアイデアは、今日における主要分野にてその役割を果たしている。それは言語類型論、意味論における二項対立に関連する諸概念、および言語の普遍性である。3つのアイデアは互いにしっかりと絡み合っている。類型論は、様々な言語を、文法の類似する特徴から言語の分類を行う。二項対立などの考え方は、義務的カテゴリーとしての文法的意味について、有標性・無標性などの概念を用いた分析につながる。また、言語の普遍性は、世界の言語に見られる共通性に関する研究である。生成文法の考え方にも影響を与えている。モリス・ハレやグンナル・ファントとともに、弁別素性の理論にも重大な貢献を果たしている。

## 著作（邦訳）
- 『一般言語学』 ローマン・ヤーコブソン、川本茂雄監修、みすず書房、1973年。新版2019年ほか
- 『音と意味についての六章』 ロマーン・ヤーコブソン、序：クロード・レヴィ=ストロース、みすず書房、1977年。新版2017年ほか
- 『失語症と言語学』 ロマーン・ヤーコブソンほか、岩波書店、1976年。
- 『詩学から言語学へ』 ロマーン・ヤーコブソン,クリスチナ・ポモルスカほか、国文社、1983年。
- 『言語とメタ言語』 ローマン・ヤーコブソンほか、勁草書房、1984年。
- 『言語音形論』 ロマン・ヤーコブソン/リンダ・ウォーほか、岩波書店、1986年。
- 『言語芸術・言語記号・言語の時間』 ロマーン・ヤーコブソンほか、法政大学出版局、1995年。新版2012年
- 『構造的音韻論』 ロマーン・ヤーコブソンほか、岩波書店　1996年。
- 『ロマーン・ヤーコブソン選集 1　言語の分析』 大修館書店、1986年。
- 『ロマーン・ヤーコブソン選集 2　言語と言語科学』 大修館書店、1978年。
- 『ロマーン・ヤーコブソン選集 3　詩学』 大修館書店、1985年。
- 『ヤコブソン・セレクション』 平凡社ライブラリー、2015年。
- 『ヤーコブソン／レヴィ=ストロース往復書簡 1942-1982』 みすず書房、2023年。